# 2020年1月臺灣
| << | 2020年1月 （民國109年） | >> |    |    |    |    |
| \| 日 \| 一 \| 二 \| 三 \| 四 \| 五 \| 六 \| \| \| \| \| 1 \| 2 \| 3 \| 4 \| \| 5 \| 6 \| 7 \| 8 \| 9 \| 10 \| 11 \| \| 12 \| 13 \| 14 \| 15 \| 16 \| 17 \| 18 \| \| 19 \| 20 \| 21 \| 22 \| 23 \| 24 \| 25 \| \| 26 \| 27 \| 28 \| 29 \| 30 \| 31 \| \| \| \| \| \| \| \| \| \| |                         |    |    |    |    |    |
| 臺灣新聞動態／維基新聞 |                         |    |    |    |    |    |
| 世界／中国大陆／臺灣 |                         |    |    |    |    |    |
| 日 | 一                      | 二 | 三 | 四 | 五 | 六 |
| |                         |    | 1  | 2  | 3  | 4  |
| 5 | 6                       | 7  | 8  | 9  | 10 | 11 |
| 12 | 13                      | 14 | 15 | 16 | 17 | 18 |
| 19 | 20                      | 21 | 22 | 23 | 24 | 25 |
| 26 | 27                      | 28 | 29 | 30 | 31 |    |
| |                         |    |    |    |    |    |

## 1月1日
- 中央氣象局地震測報中心調整5級以上地震之震度分級，5級強震與6級烈震再細分為5弱、5強、6弱、6強，此外亦修改5級以上地震震度演算程序，增加震度與災害發生之關聯性。[1]

## 1月2日
- 空軍一架UH-60黑鷹直升機於新北市烏來山區墜毀，機上13人中，包含參謀總長沈一鳴、國防部政治作戰局副局長親文、情報參謀次長室助理次長洪鴻鈞在內8人罹難，另5人生還。[2][3]

## 1月3日
- 台鐵成追線雙軌化全部完工啟用。

## 1月6日
- 下午4點台9線蘇花改的南澳－和平段及和中－大清水段通車，並開放小客車及大客車通。

## 1月11日
- 2020年中華民國總統選舉進行投票，現任中華民國總統蔡英文及前行政院院長賴清德以817萬231張選票（57.13%得票率）擊敗對手韓國瑜、宋楚瑜，成功當選為第15任總統、副總統；[4]民主進步黨亦於第10屆立法委員選舉中獲得61個席次（53.98%議席）。[5]

- 美國國務卿蓬佩奧（Mike Pompeo）對本次總統選舉發表聲明表達祝賀，以「蔡總統（President Tsai）」稱呼。讚揚臺灣再次展現民主力量。蓬佩奧表示，美國感謝蔡總統帶領臺美建立強健夥伴關係，並在壓力下仍維持兩岸穩定。[6][7]

## 1月12日
- 本日上午，美國在臺協會處長酈英傑前往總統府向蔡英文總統道賀。酈英傑讚揚臺灣選民參與了這神聖的民主過程，為自己的選擇發聲。這次的選舉提醒了雙方，美國和臺灣不只是合作夥伴，更是同一個民主社群的一份子，由共同價值觀緊密聯繋著。[8]

## 1月13日
- 總統蔡英文今日中午約見行政院院長蘇貞昌，蘇貞昌口頭提出總辭。在蔡總統予以留任後，蘇貞昌將續任行政院長。不過，行政院依照憲政慣例，在新國會產生後，今日下午提出總辭案。[9][10]

## 1月14日
- 2020年中華民國空軍UH-60M黑鷹直升機墜毀事故沈一鳴等8位罹難者出殯。

## 1月15日
- 國防部今日表示，奉總統蔡英文核定，參謀總長由海軍司令黃曙光上將接任。黃曙光不僅為蔡英文總統上任後首位拔擢的上將，更是臺灣推動潛艦國造的重要掌舵者。本月2日UH-60M黑鷹直升機失事，造成時任參謀總長沈一鳴上將殉職，由副參謀總長兼執行官劉志斌上將代理迄今。國防部晚間發布新聞稿表示，奉蔡總統核定，參謀本部上將參謀總長職缺，由海軍司令部司令黃曙光上將調任。另外海軍司令部上將司令，由參謀本部副參謀總長執行官劉志斌上將調任；參謀本部上將副參謀總長執行官，由國防部常務次長徐衍璞中將調任，同時晉任陸軍二級上將，上述調任案，均在2020年1月16日生效。[11][12]

## 1月19日
- 台北捷運環狀線的新北產業園區站－大坪林站路段，試營運並開放免費試乘至1月30日，開放時間為早上10點到下午4點[13][14]。

## 1月20日
- 衛生福利部疾病管制署成立三級中央流行疫情指揮中心，以因應2019冠状病毒病疫情（新型冠狀病毒）擴大疑慮。[15]
- 財政部同日表示，臺灣公益彩券自1999（民88）年底發行以來，截至2019（民108）年度，累計創造之盈餘約為新臺幣4,674億元。此筆盈餘專款專用：補助國民年金約2,095億元、全民健康保險準備金234億元及分配予地方政府運用於社會福利支出約2,345億元。另運用發行機構繳納之回饋金281億餘元「補助相關單位落實弱勢族群之照顧及經銷商失業、轉業之生活津貼及人身安全照顧」[16]。

## 1月21日
- 臺灣出現首例境外移入COVID-19確診個案。[17]

## 1月22日
- 台61線新豐一交流道－竹4線平交路口主線通車。

## 1月23日
- 台灣第三大航空公司，星宇航空正式開航，將飛澳門、越南峴港、馬來西亞檳城[18]。

## 1月25日
- 一名隱匿染上新型冠狀病毒的男性臺商，被爆出返臺後未戴口罩出入舞廳及搭乘高雄捷運，造成防疫漏洞，衛生局將依《傳染病防治法》開罰30萬元罰鍰。[19][20]

## 1月28日
- 台灣首起COVID-19「本土病例」出現！中央流行疫情指揮中心晚間緊急召開記者會宣布，確診第8例COVID-19病例、也是國內第一起本土病例，患者是家住中部的50歲男性，也是第5例境外移入病例個案的同住家人。[21]

## 1月29日
- 為使居家隔離及居家檢疫更為落實，增強「電子監控」，今日起發給COVID-19居家隔離、檢疫者約2000人每人一支定位手機，每天回報，若違反規定，將立即強制隔離及相關處分。[22]

## 1月31日
- 台北捷運環狀線「新北產業園區—大坪林」段正式通車。為期一個月免費，2020年3月1日起正式收費，免費營運期間，凡持電子票證搭乘捷運旅客，由環狀線進站或出站者，搭乘旅程中，行經環狀線新通車路段的里程免費，其餘里程維持現行收費方式，單程票不給予優惠，仍依核定票價收費[23]。

- 中華民國經濟部決定動用第二預備金新台幣2億元採購口罩製造設備。預計4周後將台灣的口罩生產量提升到每天1000萬副。[24][25]